# 471

## Decese
- dată necunoscută: Priscus  (n. 410)